# Fulda Symfoniorkester
Fulda Symfoniorkester (tysk: Fuldaer Symphonische Orchester) er et symfoniorkester baseret i Fulda.
Simon Schindler fungerer som dirigent.

## Eksterne link
- Orkestrets hjemmeside Arkiveret 19. juli 2011 hos  Wayback Machine